# Indexation matière
Pour les articles homonymes, voir Indexation.
 (novembre 2011).
L'indexation matière (ou indexation sujet) est une étape de la chaîne documentaire qui consiste à identifier et à exprimer le contenu d'un document au moyen d'un vocabulaire généralement normalisé. Exprimé selon les règles d'un langage naturel ou langage documentaire, le sujet abordé dans le document est alors intégré à la notice bibliographique. L'indexation est utilisée dans les métadonnées d'une page Web, dans des bases de données bibliographiques ou dans des catalogues de bibliothèque.
L'indexation est donc une étape importante du catalogage en ceci qu'elle offre un critère de recherche qui permet de trouver un document sans en connaître l'existence. Elle permet aux utilisateurs ayant des besoins d’information de repérer plus facilement les documents pertinents à leurs besoins. Des normes nationales ou internationales encadrent le travail de l'indexeur. Néanmoins, ce travail nécessite une analyse et un choix, donc une part d'interprétation et de partialité dont la pertinence et l'efficacité dépendent de l'indexeur, du langage utilisé et de l'anticipation des besoins du lecteur.

## Méthode
L'indexation comprend minimalement deux étapes importantes : l’analyse du document et la représentation des sujets. L’analyse permet d’identifier et de sélectionner les concepts contenus dans un document. Ceux-ci sont ensuite représentés par des termes permettant leur repérage.
Le nombre d’étapes varient selon les auteurs consultés. L’analyse du document, la sélection des sujets et la traduction de ceux-ci en termes d’indexation sont des étapes généralement abordées,.

### Analyse
Dans un premier temps, l'analyse du document permet de dégager le ou les sujets principaux et secondaires qui y sont traités dans une perspective ou un point de vue donné. Pour ce faire, plusieurs parties du document peuvent être consultées. Par exemple, pour un document textuel, celles-ci peuvent être : le titre, le résumé, l’introduction, la conclusion, le titres des chapitres ou des sections, l’index, etc.

### Sélection
Ensuite, une sélection est faite dans ces sujets identifiés, en fonction du niveau de précision souhaité pour l'indexation. Le but est, par exemple, de ne retenir que les plus importants pour l'utilisateur concerné, ou les plus généraux pour ne pas alourdir inutilement la notice. La sélection de ceux-ci peut dépendre de plusieurs facteurs : l’indexeur, le service et l’organisation, les sujets habituellement recherchés par les utilisateurs et le vocabulaire qu’ils emploient lors de leurs recherches. Les sujets principaux se retrouvent habituellement dans la notice bibliographique du document.
Une indexation exhaustive suppose que tous les sujets repérés lors de l’analyse sont sélectionnés. Bien que le rappel soit favorisé, il est possible d’obtenir davantage de bruit lors des recherches.
Dans la majorité des cas, l’indexation est sélective. Le choix des sujets est effectué en fonction des comportements et des besoins des utilisateurs concernés ou en fonction de leur importance au sein du document.  Bien que le rappel puisse être moindre, la précision est favorisée.

### Traduction
Enfin, les sujets choisis sont exprimés de façon plus ou moins standardisée en termes d’indexation. Ces derniers sont les clés d’accès aux documents pertinents pour les utilisateurs.
Quand peu de contraintes sont mises pour l'expression des sujets, on parle d'indexation « en langage libre » ou naturel. Les sujets ainsi exprimés sont appelés « mots-clés ». À l'opposé, la formulation du sujet peut également être soumise à un système de contraintes, destinées à standardiser la formulation. On parle alors d'indexation « en langage contrôlé » et les sujets ainsi exprimés sont nommés « vedettes-matière ». L'ensemble des contraintes posées à l'expression du sujet constituent les bases d'un langage documentaire.
| Contraintes | Langage  | Résultat        |
| ----------- | -------- | --------------- |
| peu         | libre    | mot-clé         |
| oui         | contrôlé | vedette-matière |

L’utilisation du langage libre ou contrôlé repose sur deux principes : l’unité de sens et la spécificité. Le principe de l’unité de sens suppose qu’au sein du même index, les termes choisis représentent toujours les mêmes sujets. En retour, les concepts sont toujours traduits par les mêmes termes d’indexation. Le principe de spécificité implique que les termes choisis ont la même extension sémantique que les sujets qu’ils représentent.

## Types de descripteurs
Le sujet traité par un document peut-être : 
- un objet, un concept, une notion ;
- une personne physique ;
- une institution ;
- un lieu ;
- une autre œuvre, représentée par son titre ou par un couple auteur-titre.

Dans le premier cas, un outil de langage contrôlé est souvent utilisé pour décrire l'objet, le concept, la notion. Dans les autres cas, la manière de désigner la personne, le lieu... peut être fixée par une norme. 

## Outils de référence pour la pratique de l'indexation
Il existe différents outils d'indexation, constitués par les thésaurus documentaire et les autres langages contrôlés. 
Au Canada francophone, il existe deux outils principaux : 
- le Répertoire de vedettes-matière de l'Université de Laval (RVM);
- le répertoire des vedettes-matière jeunesse de Services documentaires multimédias (SDM).

En France, le Répertoire d'autorité matière encyclopédique et alphabétique unifié (RAMEAU), d'ailleurs issu du RVM, est couramment utilisé dans les bibliothèques municipales et universitaires. Il existe également un outil d'indexation des documents pour la jeunesse, dû à Martine Blanc-Montmayeur et qui porte son nom. 
Il existe aussi des outils spécialisés tel AGROVOC.

### Exemple d'outil: le Service documentaire multimédia pour les livres jeunesse

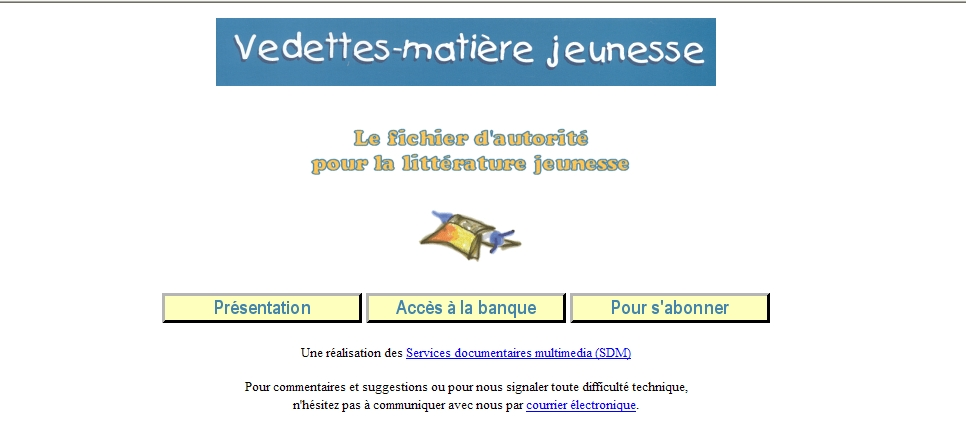
Page d'accueil VMJ
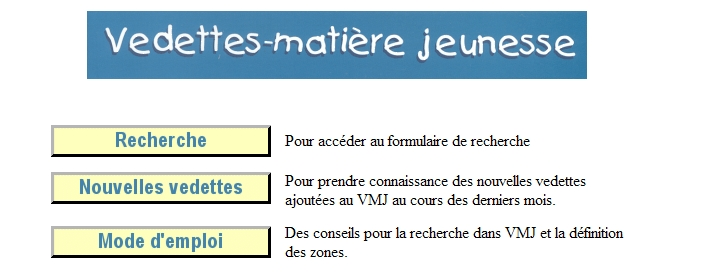
Page d'accueil VMJ 2
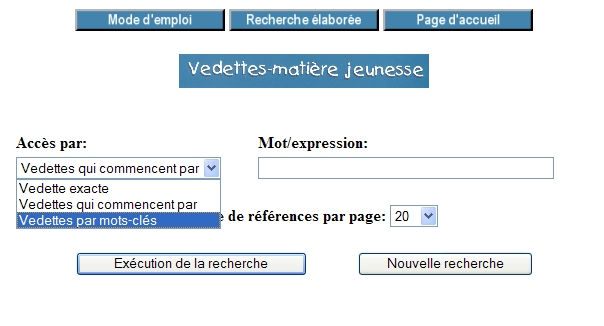
Recherche VMJ
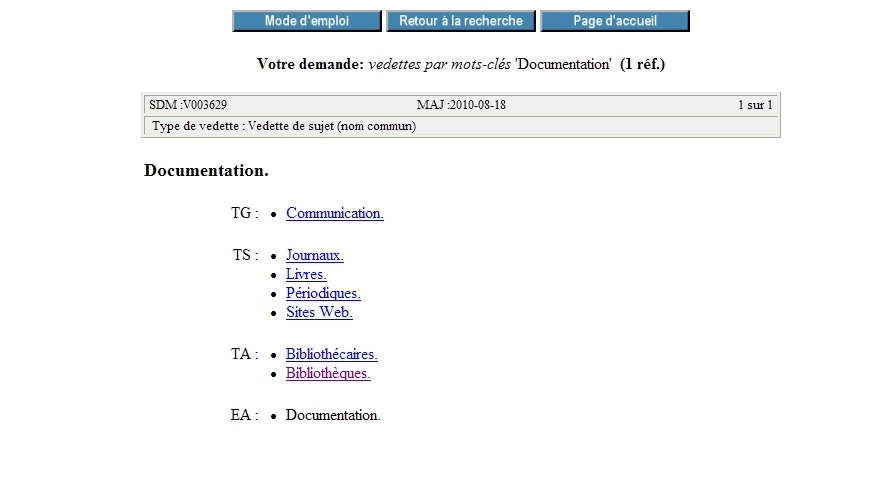
Exemple de résultat VMJ

Le Service documentaire multimédia pour les livres jeunesse est un répertoire de vedettes-matière jeunesse.
Il est diffusé par un site web accessible sur abonnement payant par nom d’utilisateur et un mot de passe. 
Le système de recherche permet de chercher par Vedette exacte, Vedettes qui commencent par et Vedettes par mots-clés.
Il est conseillé de faire les recherches par mots-clés, masculin-pluriel.

## Terminologie de l'indexation[4]
- Descripteur: Terme utilisé lors de l'indexation qui représente un concept donné.
- Vedette-matière : Ce sont les termes acceptés pour l'indexation des documents.

Ex:Requins
- Vedette simple: Ce sont des vedettes en un seul mot. Ils peuvent s'écrire au singulier ou bien au pluriel.

Ex:Pomme
- Vedette complexe: Ce sont des vedettes matières en plusieurs mots. Les mots peuvent être reliés par une conjonction (Livres et lecture); il peut s'agir aussi d'un substantif et d'un adjectif (Enfants vagabonds) ou bien d'une expression déjà faite (Engagement dans la littérature). Dans certains cas, la vedette peut être inversée (Cuir, travail du) et certaines sont accompagnées d'une subdivision (Salaires--Travailleurs âgés).
- Tête de vedette: Premier élément de la vedette-matière.

Ex : Fruits
- Subdivision: Élément complémentaire d'une vedette-matière ou d'un indice de classification qui sert à préciser le concept ou le sujet que l'on ajoute à la tête de vedette. Il existe différentes subdivisons:
  - Subdivision de sujet: Elles définissent un aspect particulier du sujet. Elles se placent après la tête de vedette ou une subdivision de sujet. Ex : (-Âge-Détermination).
  - Subdivision chronologique: Elles permettent de préciser la période de temps dans la vedette-matière. Elles sont utilisées sous les vedettes de noms géographiques ou de noms communs. Ex : (-XXe siècle).
  - Subdivision de forme: Elles définissent comment l'auteur a traité du ou des sujets dans le document. Elles se placent la plupart du temps à la fin de la vedette-matière et peuvent être utilisées pour toutes les vedettes-matière. : EX : (-Abréviation-Dictionnaire).
  - Subdivision géographique: Elles permettent de préciser l'aspect géographique d'un sujet. Elles se placent à la suite d'une tête de vedette ou aux subdivisions de vedettes-matières qui ont une indication. Ex : (Québec (Est)).
  - Subdivision affranchie: Ce sont des subdivisions de formes ou de sujets que l'on ajoute à une vedette-matière et qui ne sont pas construites dans les répertoires. Ex : (-Alimentation-Recettes).
  - Subdivision non affranchie: Ce sont des subdivisions de vedette-matière qui ne peuvent être détachées de la tête de vedette. Ex : (Aorte-Rétrécissement).
- Relation d'équivalence: La relation d'équivalence lie tous les mots ou expressions qui pourraient être utilisés par le locuteur pour exprimer la même idée, mais ne peuvent être utilisés pour l'indexation. La notation pour cette relation est VOIR et EP (Employé pour)

Ex : Écrits d'ouvriers
EP
-Littérature ouvrière
-Littérature prolétarienne
-Poésie ouvrière
-Ouvriers, Écrits
-Travailleurs, Écrits
-Écrits de travailleurs
- Relation hiérarchique: Ces relations expriment un rapport de supériorité et de subordination entre les notions. La relation hiérarchique permet à l'utilisateur d'être plus précis dans son indexation et sa recherche. La notation est TG (termes génériques) et TS (termes spécifiques).

Ex : Enfants
TG
-Familles
-Groupes d'âge
TS (107 termes spécifiques)
-Artisanat pour enfants
-Beaux-enfants
-Bilinguisme chez l'enfant
-Catéchèse des enfants
-Derniers-nés,
etc.
- Relation d'association: Elle lie des concepts qui sont associés. Ce lien permet d'enrichir la recherche et l'indexation en proposant d'autres descripteurs. La notation est TA (termes associés)

Ex : Anniversaire
TA
-Festivals
-Jours fériés
- Note d'application: Elle donne des précisions sur l'utilisation d'un descripteur en particulier.

## Normes
Pour encadrer le travail des indexeurs, il existe des normes internationales et nationales qui présentent des modèles théoriques et des conseils généraux. Elles ne visent pas l’uniformité mondiale étant donné le caractère subjectif du processus d’indexation et l’influence des caractéristiques propres au milieu et aux utilisateurs sur les sujets représentés,. Les principales normes sont:
- AFNOR Z 47-102:1993 - Association française de normalisation. (1993). Information et documentation: Principes généraux pour l'indexation des documents. Paris: Afnor.
- ISO 5963:1985 - Organisation internationale de normalisation. (1985). Documentation, méthodes pour l'analyse des documents, la détermination de leur contenu et la sélection des termes d'indexation. Genève: Organisation internationale de normalisation.
- ISO 214 :1976 - Organisation internationale de normalisation. (1976). Documentation - Analyse pour les publications et la documentation. Genève: Organisation internationale de normalisation.

Afin de s’assurer que les résultats produits par le processus d’indexation sont pertinents et cohérents, la présence d’une politique d’indexation institutionnelle peut être utile aux indexeurs.